# Циркулятор
Циркуля́тор (лат. circulare «ходить по кругу») — согласованный недиссипативный невзаимный многополюсник, в котором передача мощности происходит в одном направлении с входа 1 на вход 2, с входа 2 на вход 3 и т. д., с входа с наибольшим номером — на вход 1. Чаще всего применяются шестиполюсные и восьмиполюсные циркуляторы (т. е., соответственно, с тремя и четырьмя входами, называемые Y- и X-циркуляторами). Циркуляторы применяются в качестве развязывающих устройств (функциональных узлов СВЧ), например: для одновременного использования общей антенны на передачу и на прием; в параметрических усилителях; в схемах сложения мощностей генераторов.
Наиболее значимыми радиотехническими характеристиками циркулятора являются прямые потери (вносимое затухание)
Aпр = P1+ / P2− = P2+ / P3− = P3+ / P1−
и обратные потери (переходное ослабление, развязка плеч)
Aобр = P1+ / P3− = P2+ / P1− = P3+ / P2−,
которые принято указывать в децибелах. Этот пример приведён для Y-циркулятора; знак плюс указывает, что соответствующая мощность вводится в циркулятор, знак минус указывает, что мощность — выходная. В рабочем диапазоне частот хороший циркулятор обладает обычно следующими параметрами: Aпр ≤ 0,5 дБ; Aобр ≥ 30 дБ.

## Классификация
- По роду сигнала циркуляторы бывают для радиодиапазона и оптические (волоконно-оптические)
- Циркуляторы радиодиапазона различаются по принципу действия — ферритовые и электронные, а также по типу подключаемых линий — волноводные, коаксиальные и встраиваемые микрополосковые.

## Циркуляторы радиодиапазона

### Электронные циркуляторы
В электронных циркуляторах используется способность некоторых активных фазовращателей создавать необратимый фазовый сдвиг в π радиан (см. также Фазоинвертор). Такие циркуляторы выполняют на основе интегральных микросхем или дискретных элементов — транзисторов, диодов, резисторов. Электронные циркуляторы применяются на частотах от нескольких герц до нескольких десятков мегагерц.

### Ферритовые циркуляторы
Принцип работы циркулятора основан на уникальных свойствах некоторых специальных марок феррита, которые появляются при его смещении постоянным магнитным полем. Существует несколько конструкций циркуляторов.
Ферритовые циркуляторы не требуют источника питания и работают на значительно более высоких мощностях, чем активные. Также выше их рабочий частотный диапазон. При этом на низких частотах их габариты могут оказаться неприемлемо большими.

## Волоконно-оптические циркуляторы
Оптические циркуляторы работают с электромагнитными колебаниями оптического диапазона. Схемы оптических циркуляторов трёхполюсные: свет, приходящий на порт 1, выводится через порт 2, но свет, приходящий на порт 2, выводится через порт 3. Это свойство позволяет использовать оптические циркуляторы в качестве разветвителей в дуплексных волоконно-оптических системах связи, а также в усилителях оптического сигнала. Оптический циркулятор, в принципе, может использоваться в качестве оптического изолятора, если свет, выходящий из порта 3 никуда не подводить. Преимущество оптического циркулятора перед простым волоконно-оптическим разветвителем со сваренными сердцевинами заключается в малых потерях энергии света (менее 1 дБ), а также в отсутствии отражения.
Принцип работы оптического циркулятора основан на эффекте Фарадея: при прохождении света через некоторые материалы, находящиеся в постоянном магнитном поле, плоскость поляризации поворачивается на определённый угол, зависящий от частоты света. При этом направление поворота не зависит от того, распространяется свет от порта 1 к порту 2 или наоборот. Дополнив устройство системой двулучепреломляющих элементов (полуволновой пластиной и поляризаторами с пространственным смещением света), мы получим оптический циркулятор.

## Примеры
- ММЦ 7-1 — 6,6…7,2 ГГц, микрополосковый встраиваемый
- ММЦ 9-1 — 9,1…10,2 ГГц, микрополосковый встраиваемый
- ММЦ 16-2 — 14,5…16,5 ГГц, микрополосковый встраиваемый
- RADIAL C-50A — 300…360 МГц, коаксиальный
- RADIAL C-125U — 400…490 МГц, коаксиальный
- RADIAL C-300V — 140…174 МГц, коаксиальный
- HG 3061 — 270…330 МГц, коаксиальный
- LG 3061 — 1340…1620 МГц, коаксиальный
- SG 3041 — 2300…2500 МГц, коаксиальный
- CIR229-1 — 3,50…4,40 ГГц, волноводный
- CIR75-1 — 10,00 — 15,00 ГГц, волноводный
- CIR75-2 — 37,30…39,20 ГГц, волноводный
- YC-1100-155 — 1530…1565 нм, оптический
- YC-1100-159 — 1570…1610 нм, оптический

## Основные нормируемые характеристики
- Рабочая частота (длина волны)
- Полоса пропускания
- Предельная рабочая мощность
- КСВн входов
- Вносимые прямые потери
- Развязка (обратные потери)
- Диапазон рабочих температур
- Способ включения в тракт (вид разъёмов)
- Массогабаритные показатели
- Устойчивость к внешнему постоянному магнитному полю
- Срок службы, определяемый старением постоянного магнита